# 하크 바샤르
하크 바샤르(튀르키예어: Hakkı Başar, 1969년 9월 24일~)는 튀르키예의 전직 레슬링 선수이다. 올림픽에 3회 참가했으며  1992년 하계 올림픽 그레코로만형 라이트헤비급에서 은메달을 획득했다. 또한 세계 선수권 대회에서 금메달 1개, 유럽 선수권 대회에서 금메달 1개, 동메달 2개를 획득했다.